# 스페인 공산당

스페인 공산당(--- 共産黨, ,스페인어: Partido Comunista de España, 파르티도 코무니스타 데 에스파냐[*],PCE)은 스페인의 유럽공산주의 노선의 공산당이다.1922년 11월 24일에 창당되었으며 스페인 노동조합에 영향을 주고 있다. 스페인 정당중에서 세 번째로 큰 규모이다. 청년 단체로는 스페인 공산주의 청년이 있으며, 주간 문도 오브레로(스페인어: Mundo Obrero,노동자 세상)로써 문서운동을 하고 있다. 프랑코 독재정권 시절에 심하게 탄압을 당했다.
역사적으로 극좌 성향이였으나 현재 주류 정치에 진입하며 극단적인 성향은 많이 희석된 편이다.

## 같이 보기
- 호르헤 셈프룬